# Hiro Kawahara
Marcos Hiroshi Kawahara, conhecido como Hiro (Mogi das Cruzes, 1965) é um ilustrador, arte-educador e quadrinista brasileiro. Iniciou sua carreira em 1986, trabalhando para a Editora Três, e ganhou notoriedade por ilustrar desde 1995 as toalhas de bandeja da filial brasileira do McDonalds. As toalhas contendo curiosidades são escritas e ilustradas por Hiro, num total de dez por ano e possuem uma tiragem de 12 a 14 milhões de unidades.
Hiro também fez trabalhos publicitários para clientes como Pão de Açúcar, Itaú e Fundação Telefônica, ilustração para revistas, livros infantis e histórias em quadrinhos Maravilhoso (editora Polvo Rosa Books), em 2015, Yowiya (edição independente), em 2016 e O Bestiário Particular de Parzifal (SESI-SP Editora, 2017). Seu quadrinho A Sereia da Floresta (2023) recebeu a medalha de ouro do 18° Prêmio Internacional de Mangá, sendo a primeira obra brasileira a vencer esse prêmio.

## Obras publicadas
2015- Maravilhoso
2016- Yowiya
2017- O Bestiário Particular de Parzifal 
2018- Últimos Deuses (com Eric Peleias)
2019 - Astolat 
2021 - A Sereia da Floresta (vencedor da medalha de ouro do 18° Prêmio Internacional de Mangá)
2023 - Miwa